# Cecilia Noriega-Bozovich
Cecilia Noriega-Bozovich (Chimbote, 1974) es una artista interdisciplinaria que desde finales de la década de los 90, recurre a una variedad de medios y soportes para desarrollar un trabajo que gira en torno al género, la inmigración, el fetichismo y el poder. Su obra se ha presentado tanto a nivel nacional e internacional.

## Formación
Nació en Chimbote en 1974 y desde los 14 años realizó diversos cursos de arte incluyendo dibujo, pintura e historia del arte. En 1992 tomó clases de pintura con Leslie Lee y, posteriormente, talleres particulares con Carlos Enrique Polanco. Además, estudió Arte Contemporáneo y Pintura Latinoamérica en el Centro Cultural Universidad Católica.

## Trayectoria
Desde 1993 ha formado parte de exposiciones colectivas y en 1998 realizó su primera exhibición individual Dicotomía del siglo XX. En el 2000, en el marco de la realización de la II Bienal Nacional de Lima -en el que no fue seleccionada-, Cecilia Noriega realizó una intervención performática circulando a través de un jeep militar pintado de rosa-fucsia llamado el "Chismemovil" por las distintas sedes y la bienal y los edificios representantes del poder estatal y eclesiástico. Para la artista, el automóvil es un símbolo de poder fetichista que ella subvierte pintándolo de un color asociado a lo femenino y que el curador Gustavo Buntinx identifica como "la femineización de lo marcial".

En el 2000, en el contexto de transición democrática peruana, realizó la acción/instalación El sillón presidenciable. Las personas podían colocarse la banda presidencial y sentarse en dicho sillón en la vía pública. Un año después expuso el registro fotográfico de dicha acción. Al respecto, el antropólogo José Carlos Aguiar analiza el simbolismo de esta obra:
El sillón como fetiche está presente en la obra de Noriega-Bozovich, a fin de hablar del poder político en el Perú. Un fetiche que simboliza el acceso y el uso / abuso del poder. A la hora de escoger una tradición cultural para representar la silla presidencial, la artista no escogió la solemnidad puritana del republicanismo masón, visible por ejemplo en el monumento a Abraham Lincoln en Washington. Noriega-Bozovich escoge como referente el napoleónico trono imperial, utilizado por monarcas y emperadores en todo el mundo. El sillón presidencial de la artista sintetiza y materializa la exuberancia y la pretensión del poder político por medio de un mueble dorado revestido con un opulento cojín, acompañado con una banda presidencial y cetro. En el respaldo del sillón se inscribe el lema “Que ni Dios ni la Patria me lo demanden”, ironizando sobre la promesa de servicio que el mandatario repite al asumir el cargo. La parafernalia ceremonial resume así la ritualidad de la investidura presidencial.
En 2004, presentó en el Museo Nacional Centro de Arte Reina Sofía la instalación palos secos que a través de fotografía, video y poesía explora los imaginarios amazónicos a través del personaje del tunche.
En el 2011, y tras su regreso al Perú tras una estancia de casi 10 años en España, realiza la exposición Casa/País - Inquilina /Ciudadana en donde reflexiona sobre la violencia oculta, generada por el cultivo y tráfico de coca, en un país sumido en una aparente paz y estabilidad política.Esta y otras exposiciones artísticas, realizadas durante el periodo de 1999 a 2014, se recopilaron y presentaron en la exposición Tout est fétichiste / Tout est politique: Cecilia Noriega-Bozovich, entre lo real y lo simbólico, presentada en la sala Germán Krüger Espantoso del Instituto Cultural Peruano Norteamericano y curada por el investigador Gustavo Buntinx.
A partir del 2001 ha vivido de forma itinerante entre Madrid y Lima. Además, incursionó en la escritura publicando dos poemarios y tres relatos breves.

## Obra

### Obra de artes visuales
- Todos somos presidenciables (2001)
- El carro de la novia y los objetos que arrastra (2000)
- El chismemóvil (2002)
- Cecilia-Cecilia: cansada de guerra (2002)[10]
- El sillón presidencial original (2003)
- palos secos (2004)
- Casa/País - Inquilina /Ciudadana (2011)
- Tout est fétichiste / Tout est politique: Cecilia Noriega-Bozovich (2014)
- Úrep Led Lanoican Onmih (2021)

### Obra poética
- Palos secos. Madrid, Slovento, 2004.
- La noche se hará manzana. Lima, Lustra editores, 2008.